# 城区街道 (阜新县)
城区街道，是中华人民共和国辽宁省阜新市阜新蒙古族自治县下辖的一个乡镇级行政单位。

## 行政区划
城区街道下辖以下地区：
富民社区、富兴社区、国强社区、国盛社区、民治社区、民富社区、强民社区、强盛社区、东关村和西关村。